# Fernando Manzaneque
Fernando Manzaneque (ur. 4 lutego 1934 – zm. 5 czerwca 2004) – hiszpański kolarz szosowy.
Fernando rozpoczął swoją profesjonalną karierę w 1958 roku, wówczas występował w barwach zespołu Faema-Guerra.
Do zakończenia swojej kariery w 1968 roku Fernando wygrał ponad 40 etapów we wszystkich wyścigach w tym 5 krotnie wygrywał etapy tzw "Wielkiego Touru" 3 krotnie Tour de France oraz 2 krotnie Vuelta Espana.
Fernando Manzaneque zmarł 5 czerwca 2004 roku w Alcázar de San Juan w wieku 70 lat.

## Sukcesy
- 3. miejsce w klasyfikacji generalnej Vuelta Espana 1958
- wygranie 17 etapu Vuelta Espana 1959
- wygranie 19 etapu Tour de France 1960
- 6. miejsce w klasyfikacji generalnej Vuelta Espana 1960
- 6. miejsce w klasyfikacji generalnej Tour de France 1961
- 7. miejsce w klasyfikacji generalnej Vuelta Espana 1961
- 8. miejsce w klasyfikacji generalnej Vuelta Espana 1962
- wygranie 16 etapu Tour de France 1963
- 6. miejsce w klasyfikacji generalnej Vuelta Espana 1964
- 4. miejsce w klasyfikacji generalnej Vuelta Espana 1965
- wygranie 6 etapu Vuelta Espana 1965
- 10. miejsce w klasyfikacji generalnej Tour de France 1966
- * wygranie 16 etapu Tour de France 1966